# Аралтобе (Сиримський район)
Аралтобе́ (каз. Аралтөбе) — село у складі Сиримського району Західноказахстанської області Казахстану. Адміністративний центр Аралтобинського сільського округу.
Населення — 648 осіб (2021; 1037 у 2009, 1641 у 1999, 1787 у 1989).